# Castells càtars
El terme castells càtars, així com castells del País Càtar, és una denominació utilitzada bàsicament pel turisme contemporani per designar un conjunt de castells ubicats en la regió occitana on es va desenvolupar majoritàriament el catarisme al segle xii. La majoria són localitzats al voltant de la vall d'Aude; castrums amb ciutadelles i fortaleses que van albergar als albigesos.
Tingueren particular rellevància durant la croada albigesa a principis del segle xiii, quan la majoria foren assaltats, enderrocats i reconstruïts pel rei de França, Lluís IX en les seves noves zones frontereres del sud.

## Els vertaders «castells càtars»
A Llenguadoc els únics vertaders castells càtars van ser els nuclis fortificats (castrum) com Laurac, Fanjaus, Mas-Saintes-Puelles i alguns llocs, com els castells de Montsegur, Puèglaurenç o els Castells de Lastours que van ser testimonis dels esdeveniments de la primera meitat del segle xiii, malgrat que l'Església càtara no construís, però si van servir d'allotjament i refugi al seguidors d'aquesta religió.

## Els cinc fills de Carcassona
Al segle xiii, després del fracàs de l'intent de reconquesta de Carcassona per Ramon Trencavell II, vescomte de la casa Trencavel, en 1240, la ciutadella de Carcassona va ser reforçada pel poder reial francès, nou senyor del territori, que erigí ciutadelles per vigilar i protegir la frontera sud amb la Corona d'Aragó. Cinc fortaleses van resistir els diferents atacs dels exèrcits aragonesos (Castell de Perapertusa, Castell de Puillorenç, Castell d'Aguilar, Castell de Querbús i el Castell de Termes).
El sistema de defensa real francès es basava en un centre logístic poderós, consistent en els cinc fills de Carcassona, amb altres castells dispersos sobre la zona fronterera. Aquests castells de vigilància es disposaren ocupant crestes i cims muntanyosos, que ja havien estat ocupades pels càtars per raó de la seva posició estratègica.

## Mapa
| Las Tors Ciutadella de Carcassona Puillorenç Montsegur Puivert Arcas Tèrme Vilaroja- Termenès Perapertusa Querbús Aguilar Tolosa Carcassona Foix Minerve Narbona cap a Montpeller cap a Perpinyà Mediterrània |

## Entre la història i la llegenda
| « | Entre els anys 1209 i 1255, Occitània va patir una guerra santa d'una gran violència, a fi d'exterminar el catarisme que tan fàcilment s'havia estès per les seves terres. | » |

Els únics testimonis que en queden d'aquell conflicte, són els vestigis de tants castells fortificats que van tenir un paper principal en l'epopeia. Les seves ruïnes jalonen la geografia del sud de França, des dels voltants de Carcassona fins als boscos de Foix i la plana del Rosselló. En realitat, a tots aquests castells, no se'ls pot donar el nom de càtars, ja que la majoria dels Senyors del Migdia no eren pas herètics, però pertanyien a una societat on es desenvolupava la poesia dels trobadors, l'amor cortès, i ensems el catarisme, tot anava junt. Per ells, defensar l'heretgia era defensar la pròpia terra, un sistema de vida, el bé comú d'una cultura. I sense dubtar-ho acolliren a casa seva amics i vassalls que havien abraçat la nova fe i junts lluitaren contra la croada.
Per preservar la seva autoritat, l'església predica, doncs, la guerra santa i una lluita de 45 anys omplirà de sang el Llenguadoc. El papa Innocenci III cursa una circular a tots els bisbes de França per oferir les terres occitanes als que vagin a combatre-les i les mateixes indulgències que per la croada a Terra Santa.
La crida del papa va tenir un gran èxit de reclutament, amb gent vinguda de tot arreu, decidits a conquerir les riques terres del sud. Al costat dels grans senyors, hi anaven els prelats amb escuders i vassalls; les tropes auxiliars; arquers, sapadors, fusters i ferrers que construïen i feien funcionar les màquines de guerra, i els mercenaris que servien qui millor els pagava decidits a portar a bon terme els seus afers tan espirituals com temporals.
Pel juny de 1209 els croats congregats a Lió, es posaven en camí. Els guiava l'abat del Cister. A tots els cavallers de Crist amb les banderes desplegades anaven baixant per les vores del Roine. Aviat arribaren a Besiers i des del primer moment actuaren amb propòsit d'extermini. La ciutat fou saquejada i incendiada i es parla de 20.000 morts. Tot seguit conquistaren Carcassona, i feren presoner el seu vescomte Ramon Trencavell II, que moria poc temps després.

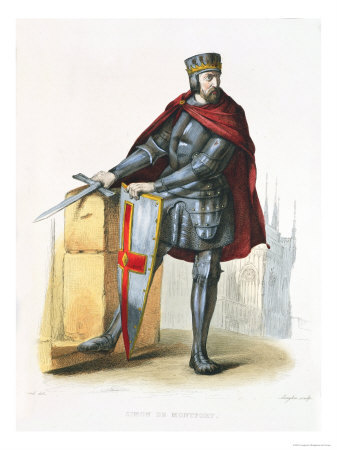
Simó de Montfort, cap de la croada contra els càtars

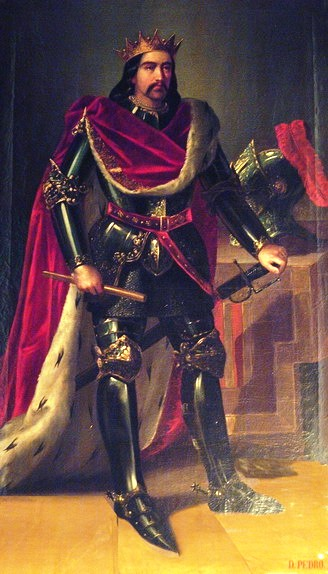
Pere el Catòlic, defensor dels càtars

Sota un pretext religiós, la croada havia esdevingut una empresa militar de conquesta. Es busca un cabdill per aconduir-la i s'elegeix Simó de Montfort, un home de guerra, un soldat nat.
Fou en aquells moments que els senyors meridionals organitzaren la resistència, confiant també, amb el monarca, Pere el Catòlic, a qui consideraven el seu senyor natural.
Els croats volien fer-se amos de Tolosa, la gran ciutat de l'època, però abans havien de conquerir algunes places fortes al voltant de Carcassona, per no deixar enemics al darrere. Hi havia alguns castells que encara es resistien: Brams, Las tors, Minerve, Tèrme. A l'estiu els varen assetjar i a causa de la calor i de la manca d'aigua hagueren de rendir-se, i tots els càtars que no es retractaren, foren cremats vius.
Ens han quedat records terrible d'aquells setges. A Brams, una vegada conquerit, Monfort vol donar als vençuts un càstig exemplar i fa mutilar cent homes, perquè tothom sàpiga del que són capaços els seus soldats.
Lastors, situat al nord de Carcassona, a la Muntanya Negra, agrupava tres castells: Cabaret, Flor Espina i Quertihós. Més tard en poder del rei de França Sant Lluís, s'hi afegiria un altre castell: Tor Regina. Dels primers castells en tenim notícia a partir del segle xi, i eren vassalls del vescomte de Carcassona. El castell principal, Cabaret, a més de ser una plaça forta, era un indret conegut pels seus torneigs i lloc de trobada de músics i trobadors.
Pel novembre de 1209 Montfort començà el setge, però els castells són inexpugnables i ha de retirar-se, dos anys més tard pacta amb el senyor, Pere Roger de Cabaret, obté els castells a canvi d'una recompensa (una vegada que tots els càtars que s'hi refugiaven havien sortit de la fortalesa). D'aquesta manera s'eviten la foguera i la destrucció.
Menerba al nord-est de Carcassona, que va aguantar un setge de set setmanes, però sense vitualles ni aigua s'han de rendir incondicionalment. Montfort fa preparar una foguera sota les muralles del castell, i cent quaranta càtars són llençats al foc.
Més tard, assetjaran el castell de Termes, admirablement situat dalt d'una muntanya. La guarnició del castell era essencialment composta de catalans. Ramon de Tèrme, el senyor, no era heretge, però defensava, com d'altres la seva terra i escolli deliberadament oposar-se a la croada. Una vegada rendits, tots els càtars que pogueren arreplegar, foren cremats vius, i Raimon de Termes fou fet presoner.

## Desposseïts cap a Catalunya
Molts dels senyors desposseïts s'exiliaren a Catalunya. El rei Pere estava decidit a ajudar-los i defensar-los. Va empenyorar tot el que tenia per preparar la campanya, però fou vençut i mort a la batalla de Muret (1213).
uns anys més tard, el 1218, assetjant Tolosa, mor també Simó de Montfort.
Mentrestant, el rei de França ha comprès que aquesta lluita li és favorable per ampliar els seus dominis, i no vol deixar passar l'oportunitat; Lluís VIII emprèn una segona croada el 1226 que el seu fill Lluís IX (el futur Sant Lluís) continuarà.
Durant uns anys, cap esdeveniment notori trenca el fil de la història del Llenguadoc. Fins que a l'estiu del 1240 el fill de Trencavell vençut a Carcassona, torna del seu exili a Catalunya, disposat a reconquerir les seves terres. Els desposseïts per la croada li fan costat i juntament amb un gran cos d'infanteria catalana, assetgen Carcassona. Però els francesos reben reforços i Trencavell i els seus han d'aixecar el camp i entornar-se'n. En la marxa cap al sud, els soldats francesos els persegueixen, i arriben a Perapertusa.
Aquestes terres ja no són de França, sinó que s'entra a Catalunya. Aquí fou edificada una de les més formidables línies defensives que ha tingut mai Catalunya: una cadena de fortaleses que, d'oest a est, s'anomenen Puillorenç, Fenollet, Perapertusa, Querbús i Aguilar. Foren els comtes catalans que construïren aquests castells als segles XI i xii per tal de delimitar la frontera amb el territori de Carcassona. Fenollet i Aguilar influïren poc en la croada. Perapertusa, el castell més gran i més impressionant de la seva època es rendeix el 1240. hi va haver un setge en regla? Guillem de Perapertusa degué ser agafat per sorpresa, perquè no es pensaria que la revolta de Trencavel pogués fracassar. Sense mitjans per a sostenir un setge, aviat hauria de claudicar, entaular negociacions i rendir-se.
Puillorenç emplaçat en un dels paratges més de la Fenolleda, pertanyia al comte de Besalú i l'any 1111 passà a la casa de Barcelona. El castell és citat per primera vegada el 985. Durant un temps, la Fenolleda va tenir una pau relativa, i molts càtar s'hi refugiaren. No se sap exactament en quina data Puillorenç es rendí, però s'ha de considerar que la seva caiguda va ser paral·lela a la de Querbús l'any 1255.
Querbús, com la majoria dels castells de la seva època és situat al cim d'un promontori, en un emplaçament estratègic de primer ordre. Com Perepertusa i Puillorenç durant el segle xi fou propietat del comte de Besalú i el 1111 passà al casal de Barcelona. Durant molts anys va defensar la frontera nord de Catalunya. Querbús serà un dels últims refugis de la religió perseguida.
Era castell inexpugnable i va caure per una traïció. El seu defensor Chabèrt de Barbairan, caigué en un parany posat pel seu antic company d'armes, Oliver de Termes. Tots dos havien combatut a Mallorca amb el rei Jaume el Conqueridor. Tots dos havien pres part en la insurrecció del jove Trencavell el 1240. Sembla que el monarca català tenia amb més estima Jesbert de Barberà que Oliver de Termes, i fou la rancúnia un fort motiu del parany que aquest últim posà al seu antic company; el castell fou ocupat pel senescal del rei de França (1255).

## L'emblemàtic Montsegur

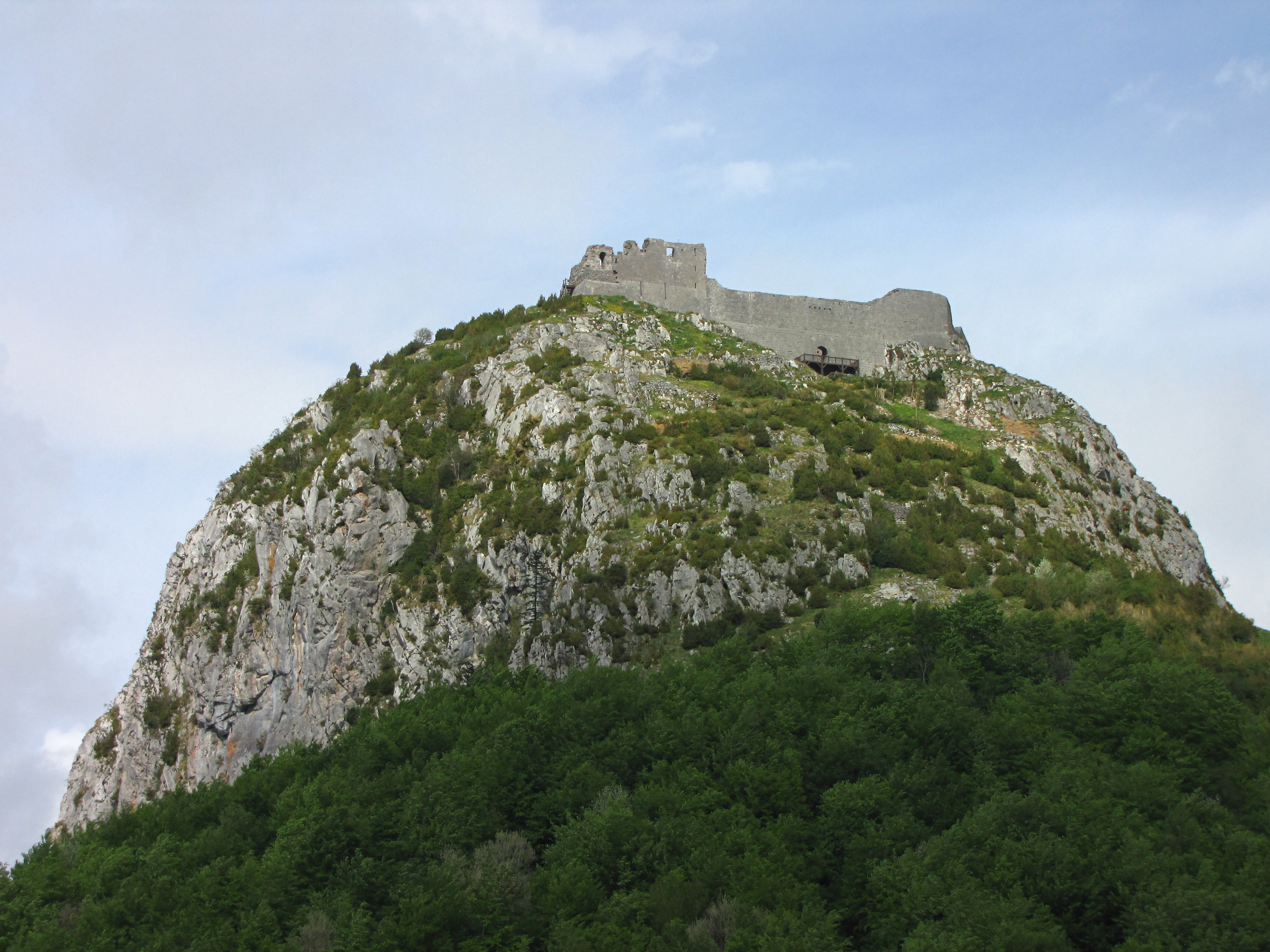
Dalt del cim, l'emblemàtic castell de Montsegur

No se'n sap res del que va passar als herètics refugiats a Puillorenç i a Querbús. Chabert de Barbairan va lliurar les dues places fortes a canvi de la pròpia llibertat, i possiblement de la de tots els refugiats.
Cal, finalment, parlar de la fortalesa de Montsegur anihilada pels francesos el 1244. Montsegur potser no sigui el setge més grandiós de la guerra albigesa, però si el de més transcendència. A partir de l'any 1209, i després de la invasió del Llenguadoc pels croats, Montsegur fou el refugi de la jerarquia càtara. Va ser el santuari de l'església prohibida.
Situat al cor del Pirineu, a la regió de l'Arieja, està envoltat per uns penya-segats que li procuren unes formidables defenses naturals. És un niu d'àguiles impressionant des de qualsevol punt de vista. Quan es parla de Montsegur es pensa només en el castell; tanmateix, aquest és només una part d'un complex molt més gran, ja que sota el castell hi vivia tot un poble que s'estenia entre el castell i les defenses que custodiaven els camins d'accés. També hi havia unes instal·lacions militars, on vivien els soldats. Al poble, pròpiament dit, hi vivien els simples creients i els perfectes (la jerarquia). (El castell actual no és el de la croada, sinó que fou construït més tard, sobre les ruïnes d'un castell precedent).

L'any 1243, un exèrcit de 6.000 homes prengué posició al peu de la muntanya per un setge que durà 10 mesos i fou ple d'escaramusses. Finalment els assetjats decidirem pactar amb el senescal del rei de França: fou una rendició sense condicions. Els invasors prepararen una gran foguera, al peu de la muntanya, en un prat que ha conservat el nom de prat del cremats: 215 herètics hi moriren. Una estela recorda encara avui, la salvatge repressió, amb la llegenda:
| « | <ALS CÀTARS, ALS MARTIRS, DEL PUR AMOR, CRESTIAN.> | » |

Montsegur fou dotat d'una guarnició fins al segle xv. Més tard amb el tractat dels Pirineus (1659), la fortalesa, com els altres castells, esdevinguts inútils, foren abandonats.
Llavors entraren a la llegenda i esdevingueren el símbol d'una resistència impossible.

## Galeria dels castells Càtars

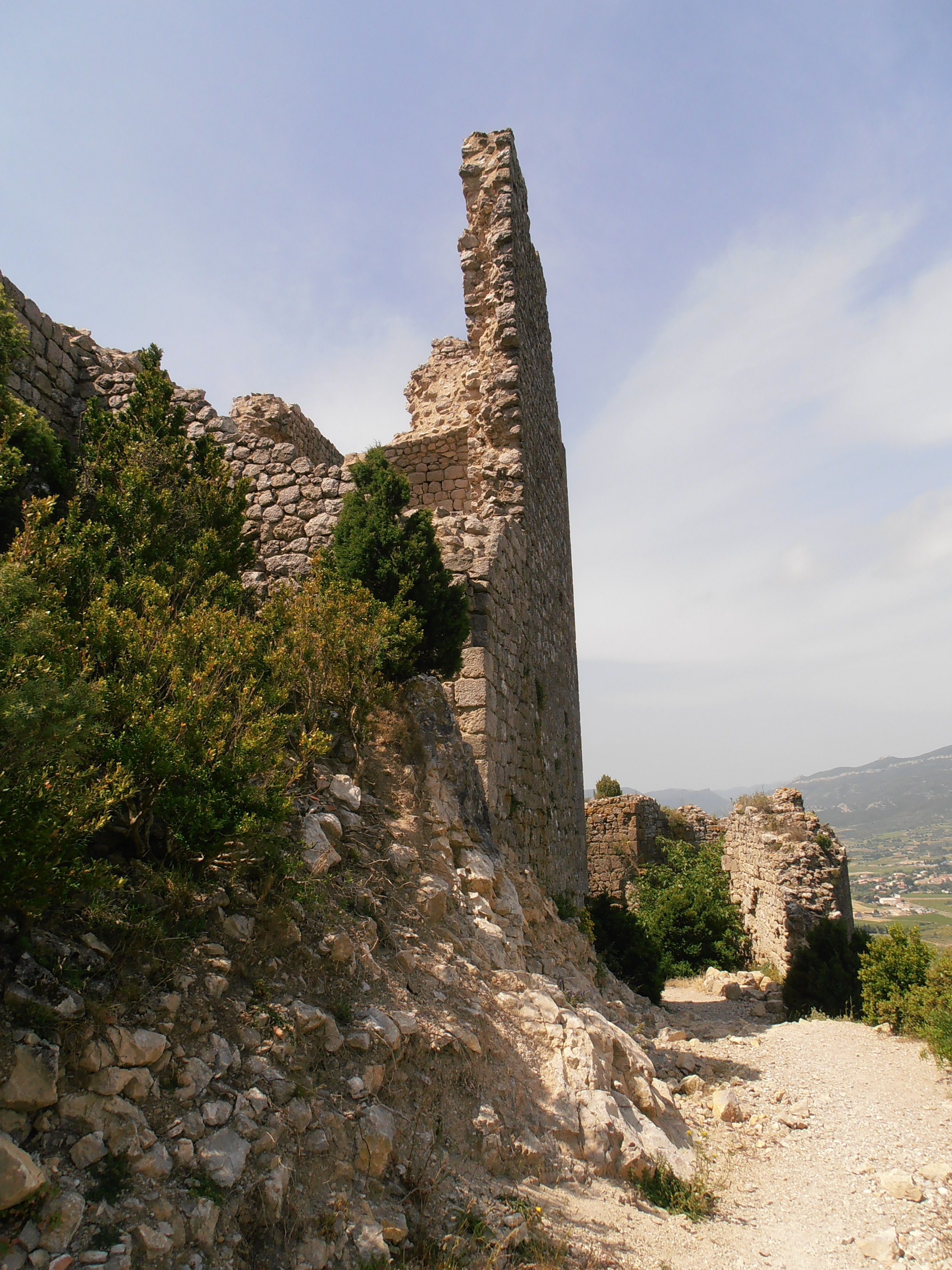
Aguilar
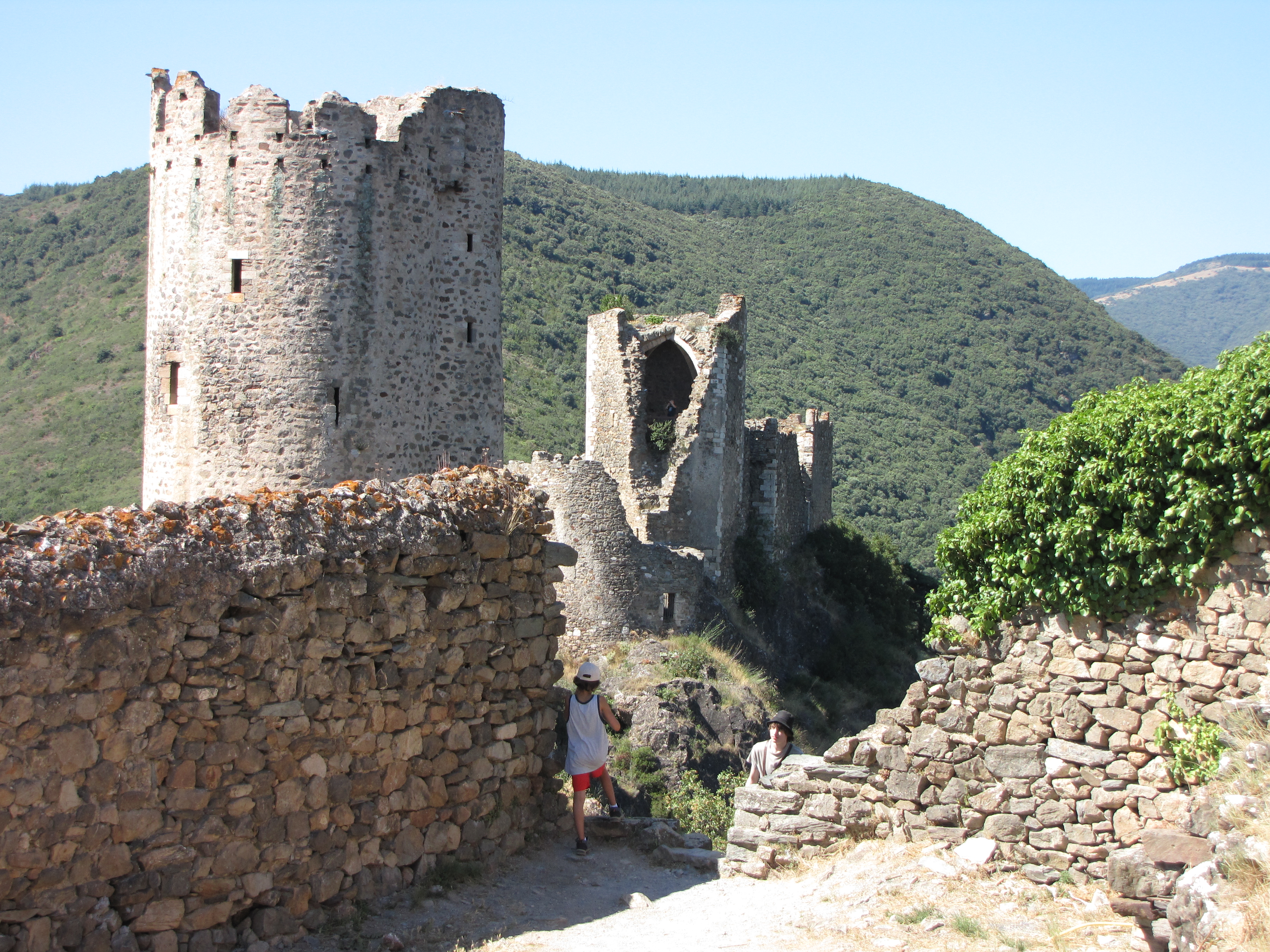
Las Tors
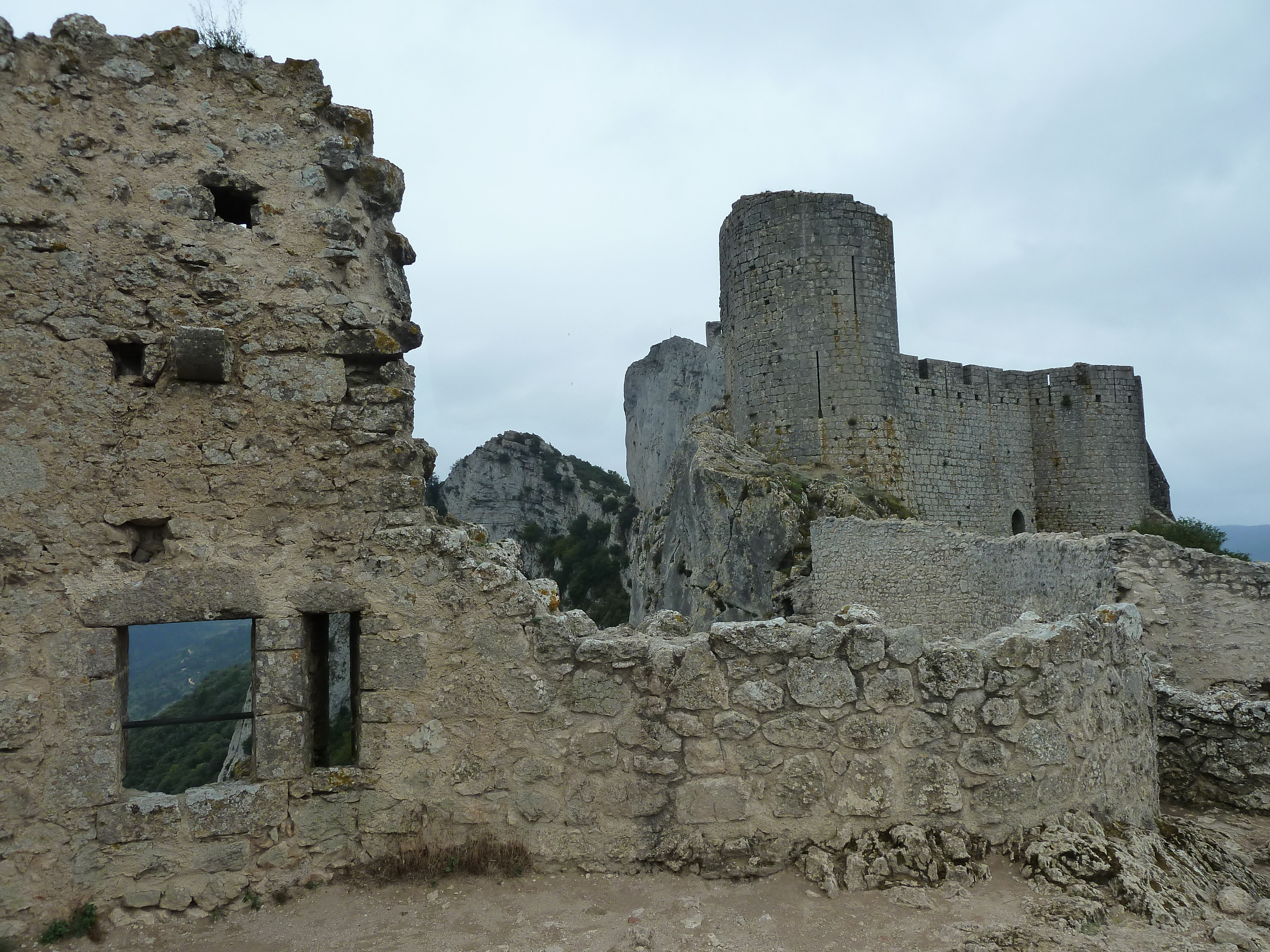
Perapertusa
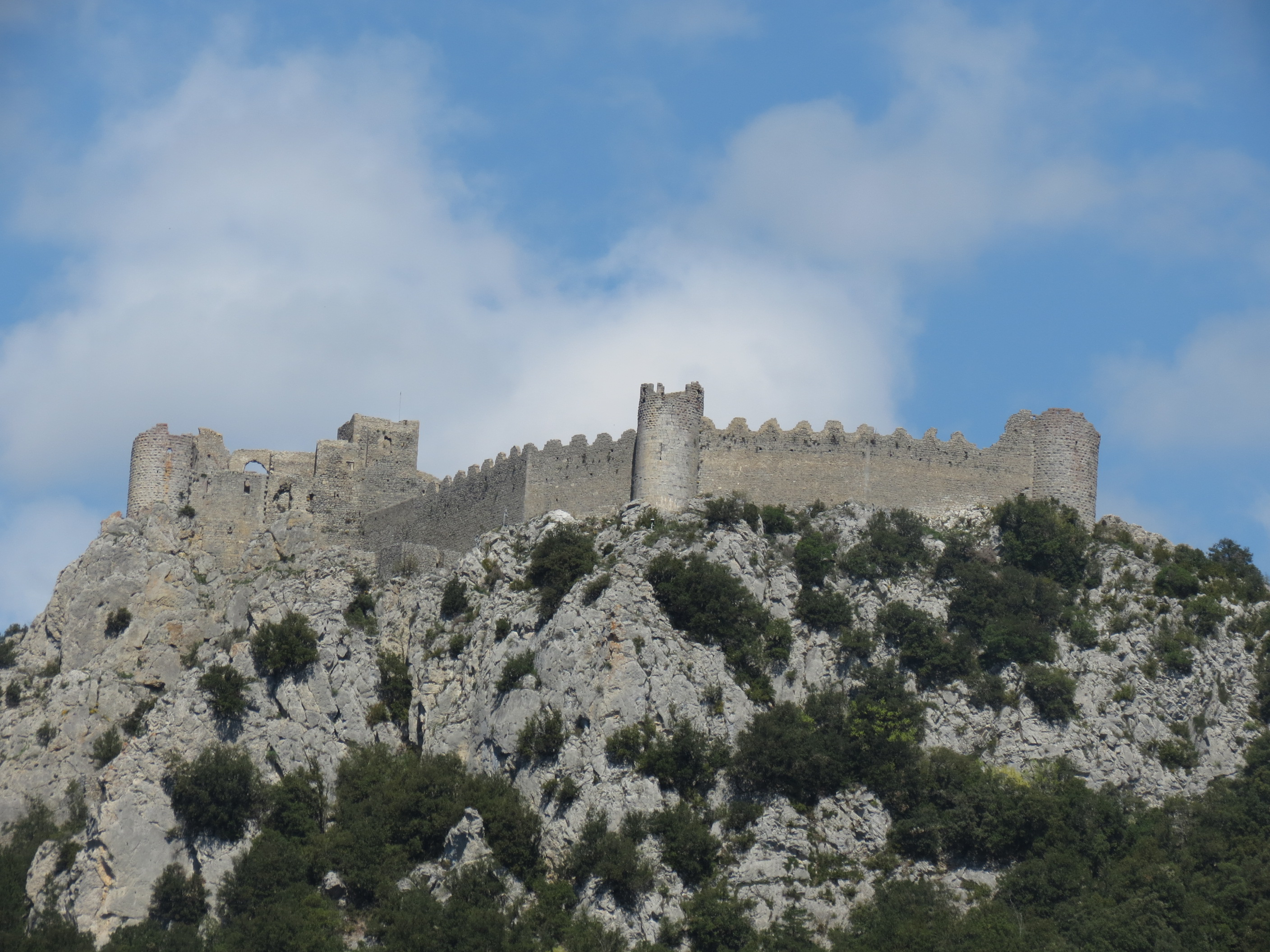
Puillorenç
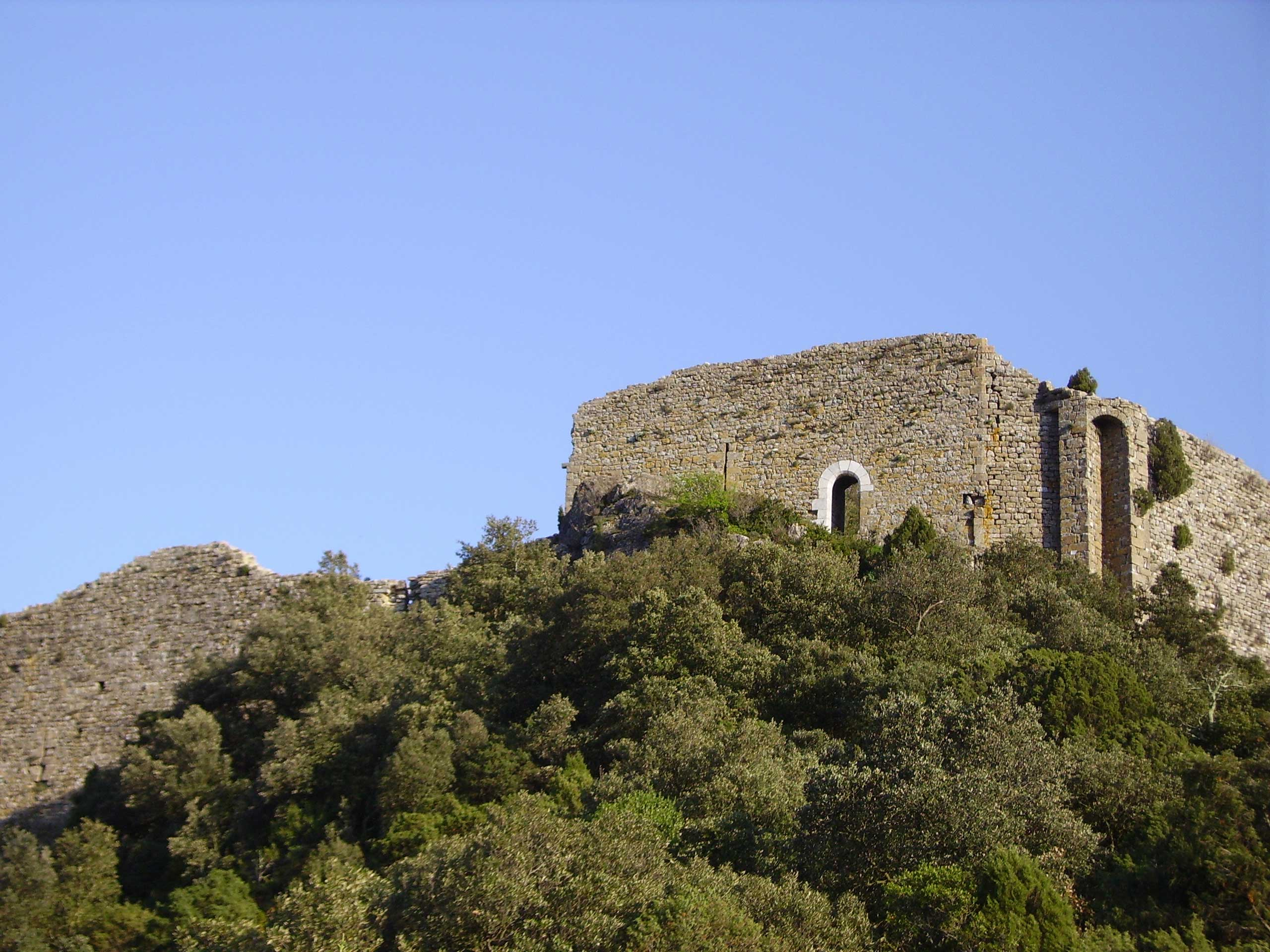
Termes
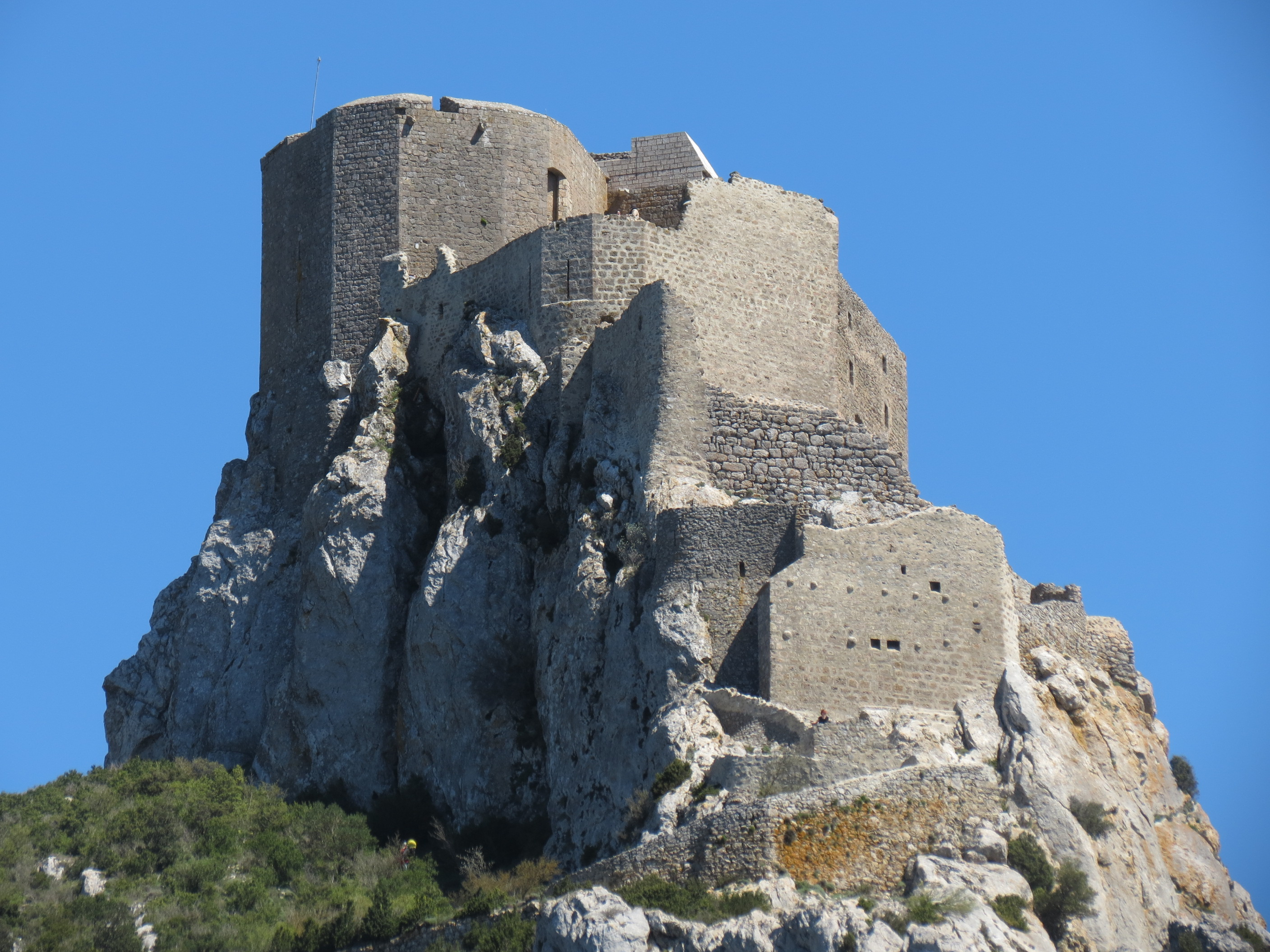
Queribús
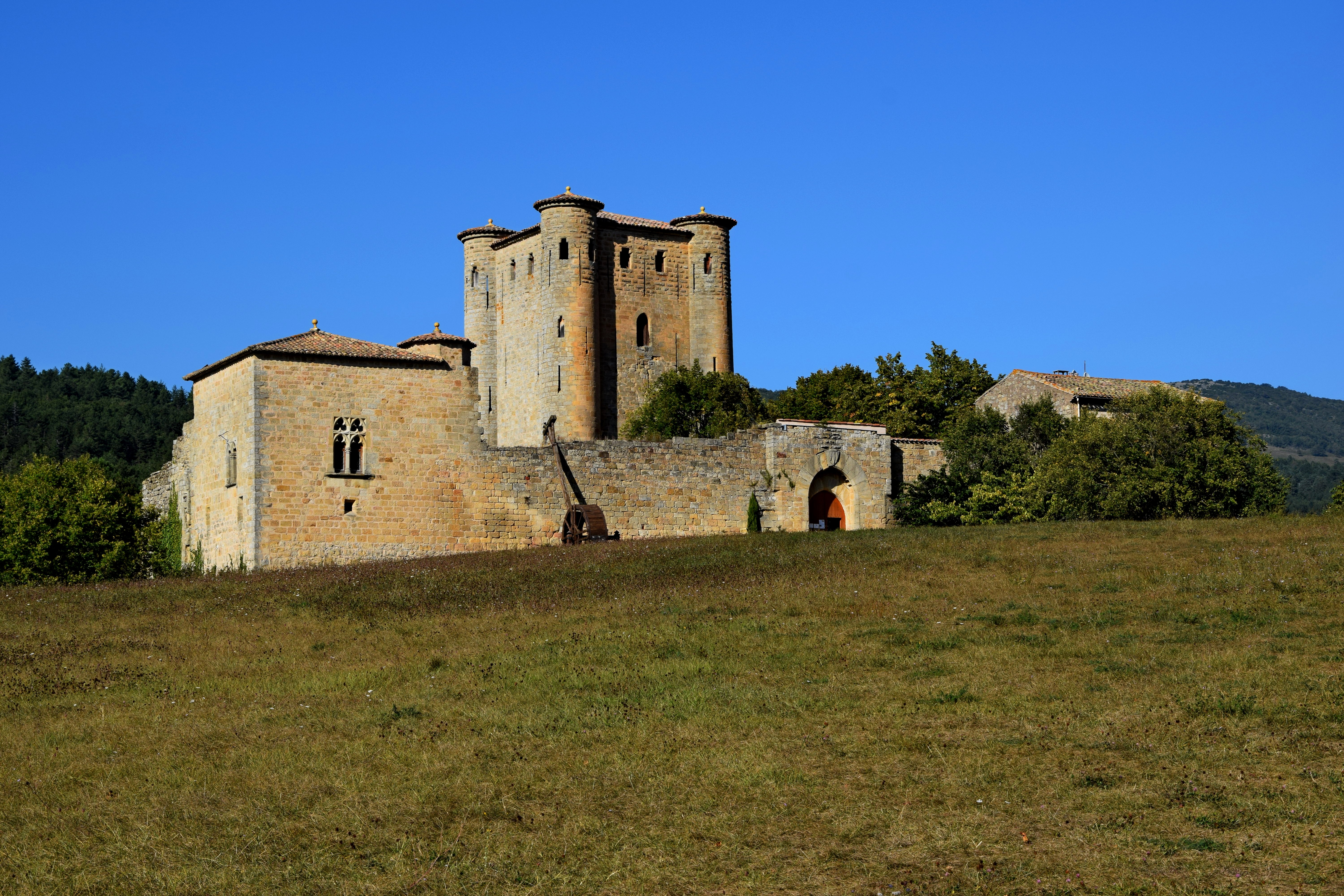
Arques
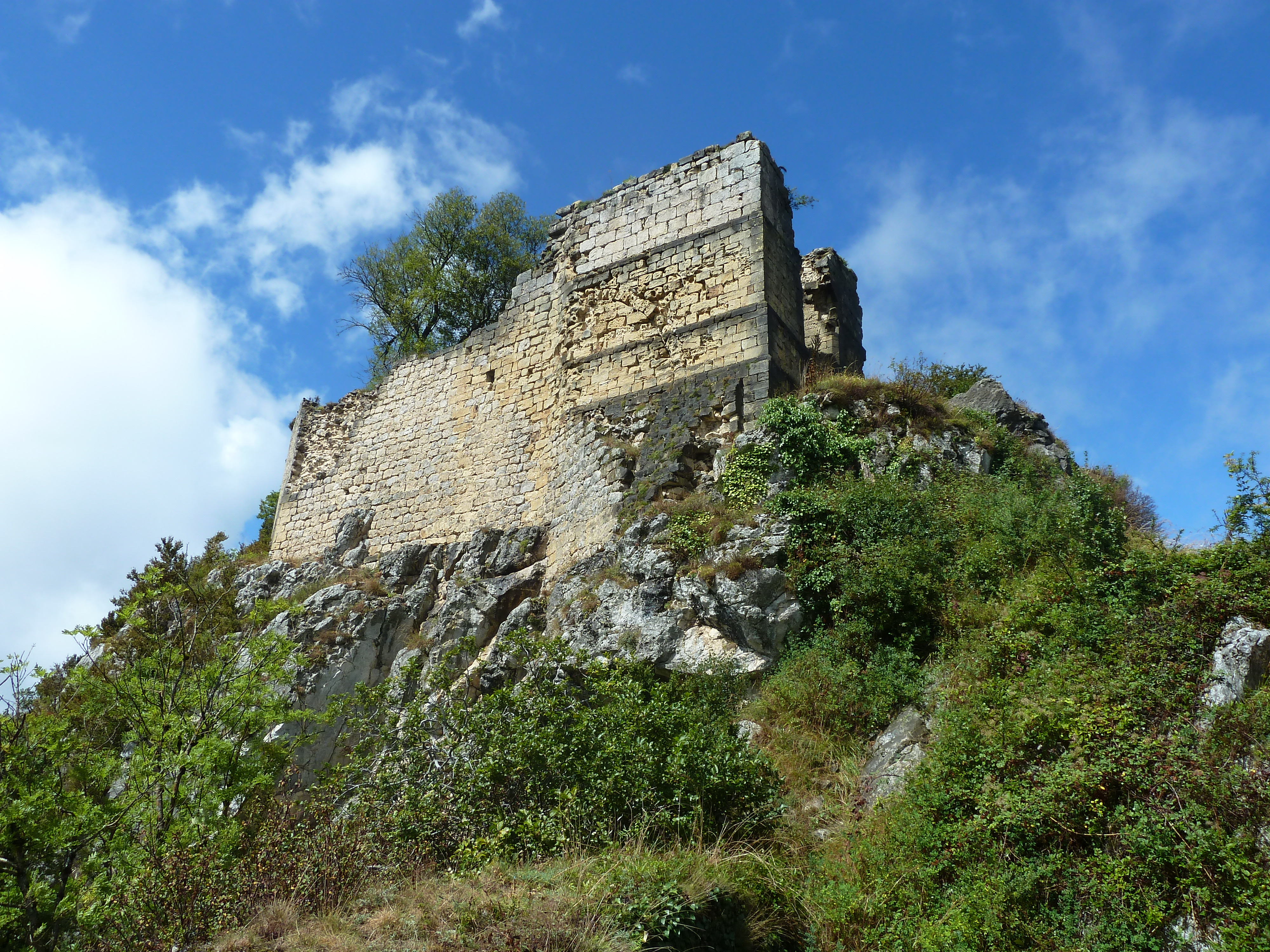
Rocafixada
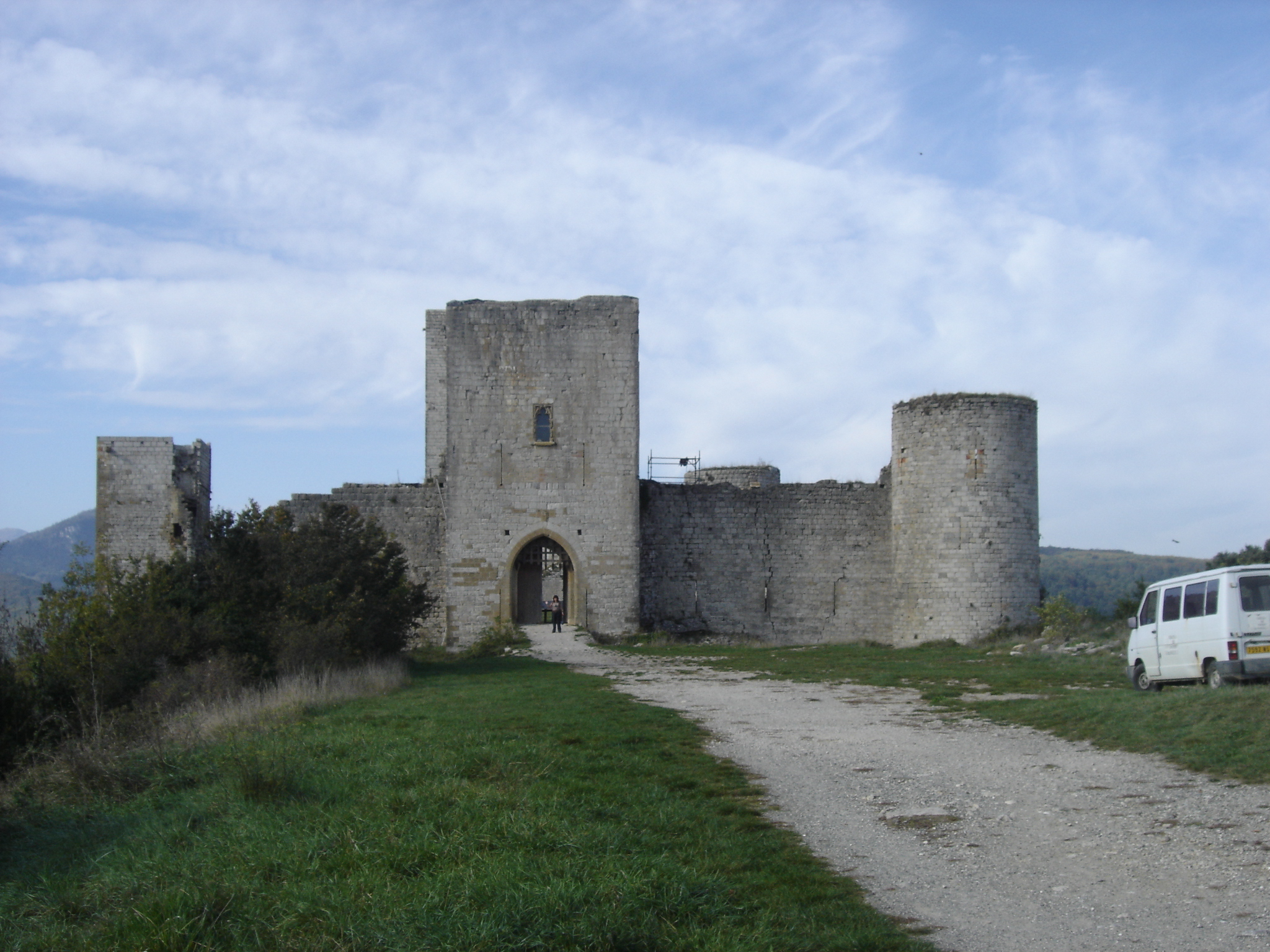
Puigvert
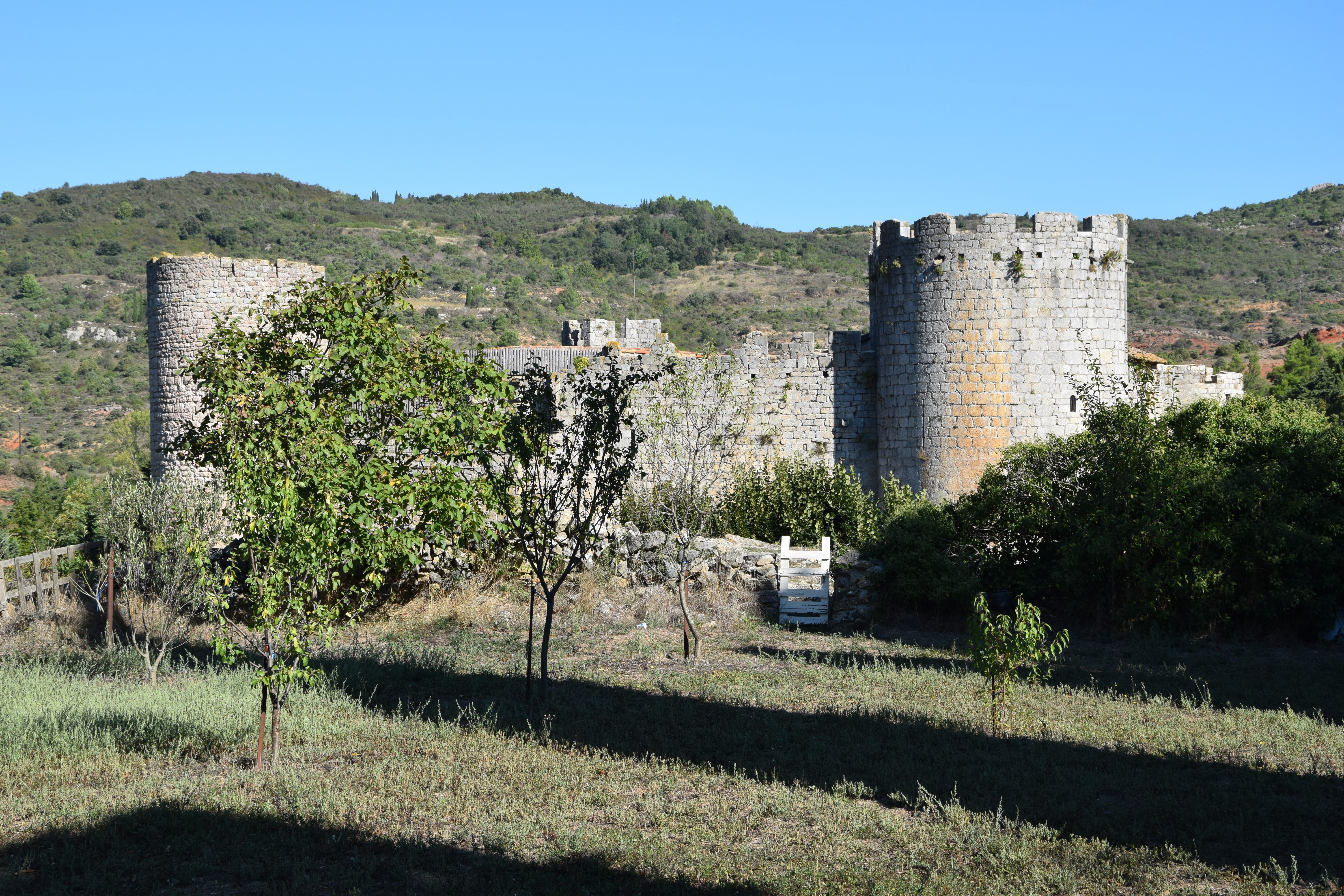
Villerouge-Termenès